# شاهزاده ایران: پادشاه سرنگون‌شده
شاهزاده ایران: پادشاه سرنگون‌شده یک بازی ویدیویی اکشن-ماجراجویی سوم شخص است که توسط یوبی‌سافت تهیه و منتشر شده است.
این بازی به عنوان یک اسپین آف از روی خط داستانی نسخه سال ۲۰۰۸ برای کنسول نینتندو دی‌اسساخته شد و در دسامبر سال 2008 عرضه شد.
داستان بازی در دوران ایران باستان و پیرامون نبرد دو خدا یعنی اهورا و اهریمن است.
بازیکن در بازی نقش شاهزاده و زال ظاهر میشود و با نیروهای اهریمن مبارزه میکند که شامل مبارزات فیزیکی و جادویی میشود. بازی نقد های متفاوتی را دریافت کرده است و همه ی نقد ها روی این توافق دارند که سیستم کنترل بازی دچار مشکل است.

## گیم پلی
هدف اصلی بازی جمع آوری چهار قطعه جادویی و مهر و موم کردن آن ها است که خدای شیطانی اهریمن را از دنیا بیرون می کند. قلم نینتندو دی‌اس برای مانور شاهزاده با لمس کردن صفحه لمسی استفاده می شود.
قلم برای حرکت شاهزاده ، انجام حرکات آکروباتیک ، در جنگ و استفاده از جادوی زال استفاده می شود. هنگامی که شاهزاده و زال در ماجراجویی خود پیشرفت می کنند ، زال در بعضی نقاط تسخیر می شود ، که در آن حین شاهزاده باید او را تعقیب و شکست دهد. بعضی اوقات ، پس از شکست ، زال قدرت های جدیدی به دست می آورد. این قدرتها به او و شاهزاده اجازه می دهند تا به تدریج مانورهای بهتری را انجام دهند.
این قدرت ها با استفاده از قلم نینتندو دی‌اس انجام می شود و با ضربه زدن به صفحه لمسی در مسیری که بازیکن می خواهد شاهزاده حرکت کند انجام میشود . به عنوان مثال ، اگر گاهی اوقات بازیکن بخواهد شاهزاده از دیوار بالا برود و به طنابی پرش کند ، بازیکن ابتدا باید روی دیوار ضربه بزند ، سپس به طناب ضربه بزند.
گاهی اوقات ، این قدرت ها در نیز مبارزات را نیز کاربردی هستند .
مبارزه نیز با استفاده از قلم نینتندو دی‌اس انجام می شود. سه گزینه جنگی وجود دارد. ضربه شمشیر ، که باعث می شود شاهزاده شمشیر خود را برای آسیب رساندن به دشمنان بچرخاند ؛ یک حرکت دفاعی ، که در آن شاهزاده از خود در برابر دشمنان دفاع می کند و قدرت جادویی زال که باعث میشود شاهزاده هیچ آسیبی نبیند ، وهمین طور باعث می شود که دشمن دوباره به عقب برگردد و در صورت گیر افتادن در میان دشمنان ، آنها را به عقب برگرداند.

## خلاصه داستان

### شخصیت پردازی
داستان بازی در دوران ایران باستان است و در یک شهر خیالی به نام شهر طلوع نو اتفاق می افتد ، و دین زرتشت در آنجا دین غالب است.
در شهر طلوع نو ، شخصیت منفی بازی خدای اهریمن است که اخیراً آزاد شده است و شروع به آلوده کردن زمین می کند.
این بازی در درجه اول بر شخصیت Prince (شاهزاده) و همراه او Zal (زال) متمرکز شده است و به تلاش آنها برای یافتن پادشاه این سرزمین ، که گمان می کنند می تواند به جلوگیری از اهریمن کمک کند می پردازد.

### داستان
داستان با جدایی شاهزاده و الیکا آغاز می شود. در حالی که الیکا در کنار اهورا می ماند و رهبری مقاومت در برابر اهریمن را انجام می دهد ، شاهزاده در جستجوی پادشاه شهر طلوع نو ، به این امید که بتواند اهورا را احضار کند و بقایای قدرت اهورا را احیا کند ، عزیمت می کند.
اما در اینجا ، شاهزاده متحد جدیدی به نام زال پیدا می کند ، که خود را به عنوان یکی از جادوگران پادشاه معرفی می کند و با شاهزاده همراهی می کند تا شهر طلوع نو را از نابودی نجات دهد و در نهایت جلوی اهریمن را بگیرد.
بعداً ، زال فاش می کند که پادشاه درگیر تاریکی اهریمن شده و تبدیل به دونیمه روشن و تاریک شده. ارواح نیاکان ، شخصیتی که گاه به شاهزاده و زال کمک میکنند ، آنها را راهنمایی می کنند تا یک قدرت ویژه برای نجات شهر پیدا کنند. آنها با پادشاه روبرو می شوند و نیمه ی شیطانی پادشاه را شکست می دهند.
شکست نیمه شیطانی او را از پلیدی آزاد می کند ، اما باعث هلاکت او نیز می شود.سپس شاهزاده با دستیابی به مهر شهر ، زمین را از فساد آزاد می کند.در پایان ، نیاکان پیام عاقبت نیک را به شاهزاده وعده می دهند.

## نقدها
| گردآورنده  | امتیاز |
| ---------- | ------ |
| گیم‌رنکینگز | 64.63% |
| متاکریتیک  | 64/100 |

| ناشر              | امتیاز |
| ----------------- | ------ |
| وان‌آپ.کام         | C      |
| گیم اینفورمر      | 6/10   |
| گیم‌اسپات          | 6/10   |
| گیم‌زون            | 6.5/10 |
| آی‌جی‌ان            | 6.8/10 |
| نینتندو پاور      | 7/10   |
| مجله رسمی نینتندو | 80%    |
| پال‌جی‌ان           | 6.5/10 |
| VideoGamer.com    | 6/10   |

شاهزاد ایران: پادشاه سرنگون شده با نقد های خوبی روبرو نشد و نمره ای که از آن ها کسب کرد 64.63% را از گیم رنکینگز و 64 از 100را از متاکریتیک کسب کرد.